# Eleições legislativas portuguesas de 1979 no distrito de Viseu
| Eleições legislativas portuguesas de 1979 Distritos: Aveiro \| Beja \| Braga \| Bragança \| Castelo Branco \| Coimbra \| Évora \| Faro \| Guarda \| Leiria \| Lisboa \| Portalegre \| Porto \| Santarém \| Setúbal \| Viana do Castelo \| Vila Real \| Viseu \| Açores \| Madeira \| Estrangeiro |

## Resultados por Concelho
Os resultados nos concelhos do Distrito de Viseu foram os seguintes:

### Armamar
| Partido                 | Partido                           | Votos | %               | +/-  |
| ----------------------- | --------------------------------- | ----- | --------------- | ---- |
|                         | Aliança Democrática               | 3 507 | 65,50 / 100,00  | 2,66 |
|                         | Partido Socialista                | 885   | 16,53 / 100,00  | 2,65 |
|                         | Aliança Povo Unido                | 291   | 5,44 / 100,00   | 3,78 |
|                         | União Democrática Popular         | 130   | 2,43 / 100,00   | 1,41 |
|                         | Partido da Democracia Cristã      | 101   | 1,89 / 100,00   | 0,65 |
|                         | Partido Socialista Revolucionário | 72    | 1,34 / 100,00   | 1,04 |
|                         | Outros                            | 106   | 1,98 / 100,00   |      |
| Votos Inválidos         | Votos Inválidos                   | 262   | 4,90 / 100,00   | 1,43 |
| Total                   | Total                             | 5 354 | 100,00 / 100,00 |      |
| Eleitorado/Participação | Eleitorado/Participação           | 6 158 | 86,94 / 100,00  | 5,35 |

### Carregal do Sal
| Partido                 | Partido                      | Votos | %               | +/-  |
| ----------------------- | ---------------------------- | ----- | --------------- | ---- |
|                         | Aliança Democrática          | 4 451 | 64,65 / 100,00  | 2,08 |
|                         | Partido Socialista           | 1 517 | 22,03 / 100,00  | 1,81 |
|                         | Aliança Povo Unido           | 355   | 5,16 / 100,00   | 3,00 |
|                         | União Democrática Popular    | 121   | 1,76 / 100,00   | 0,09 |
|                         | Partido da Democracia Cristã | 94    | 1,37 / 100,00   | 0,12 |
|                         | Outros                       | 131   | 1,90 / 100,00   |      |
| Votos Inválidos         | Votos Inválidos              | 216   | 3,13 / 100,00   | 2,51 |
| Total                   | Total                        | 6 885 | 100,00 / 100,00 |      |
| Eleitorado/Participação | Eleitorado/Participação      | 8 033 | 85,71 / 100,00  | 4,74 |

### Castro Daire
| Partido                 | Partido                           | Votos  | %               | +/-  |
| ----------------------- | --------------------------------- | ------ | --------------- | ---- |
|                         | Aliança Democrática               | 7 163  | 64,24 / 100,00  | 1,61 |
|                         | Partido Socialista                | 2 230  | 20,00 / 100,00  | 0,84 |
|                         | Aliança Povo Unido                | 384    | 3,44 / 100,00   | 1,77 |
|                         | Partido da Democracia Cristã      | 260    | 2,33 / 100,00   | 0,71 |
|                         | Partido Socialista Revolucionário | 172    | 1,54 / 100,00   | 1,42 |
|                         | União Democrática Popular         | 151    | 1,35 / 100,00   | 0,43 |
|                         | Outros                            | 163    | 1,46 / 100,00   |      |
| Votos Inválidos         | Votos Inválidos                   | 628    | 5,63 / 100,00   | 2,92 |
| Total                   | Total                             | 11 151 | 100,00 / 100,00 |      |
| Eleitorado/Participação | Eleitorado/Participação           | 13 838 | 80,58 / 100,00  | 7,35 |

### Cinfães
| Partido                 | Partido                           | Votos  | %               | +/-  |
| ----------------------- | --------------------------------- | ------ | --------------- | ---- |
|                         | Aliança Democrática               | 7 922  | 56,04 / 100,00  | 7,63 |
|                         | Partido Socialista                | 3 831  | 27,10 / 100,00  | 2,32 |
|                         | Aliança Povo Unido                | 743    | 5,26 / 100,00   | 3,41 |
|                         | Partido da Democracia Cristã      | 284    | 2,01 / 100,00   | 0,31 |
|                         | Partido Socialista Revolucionário | 240    | 1,70 / 100,00   | 1,30 |
|                         | União Democrática Popular         | 212    | 1,50 / 100,00   | 0,50 |
|                         | Outros                            | 257    | 1,82 / 100,00   |      |
| Votos Inválidos         | Votos Inválidos                   | 647    | 4,58 / 100,00   | 0,79 |
| Total                   | Total                             | 14 136 | 100,00 / 100,00 |      |
| Eleitorado/Participação | Eleitorado/Participação           | 16 978 | 83,26 / 100,00  | 6,14 |

### Lamego
| Partido                 | Partido                           | Votos  | %               | +/-  |
| ----------------------- | --------------------------------- | ------ | --------------- | ---- |
|                         | Aliança Democrática               | 9 946  | 56,05 / 100,00  | 0,25 |
|                         | Partido Socialista                | 4 404  | 24,82 / 100,00  | 3,01 |
|                         | Aliança Povo Unido                | 1 599  | 9,01 / 100,00   | 5,00 |
|                         | Partido da Democracia Cristã      | 284    | 1,60 / 100,00   | 0,70 |
|                         | União Democrática Popular         | 243    | 1,37 / 100,00   | 0,80 |
|                         | Partido Socialista Revolucionário | 212    | 1,19 / 100,00   | 0,99 |
|                         | Outros                            | 306    | 1,73 / 100,00   |      |
| Votos Inválidos         | Votos Inválidos                   | 750    | 4,22 / 100,00   | 3,90 |
| Total                   | Total                             | 17 744 | 100,00 / 100,00 |      |
| Eleitorado/Participação | Eleitorado/Participação           | 20 776 | 85,41 / 100,00  | 7,78 |

### Mangualde
| Partido                 | Partido                      | Votos  | %               | +/-  |
| ----------------------- | ---------------------------- | ------ | --------------- | ---- |
|                         | Aliança Democrática          | 7 122  | 56,51 / 100,00  | 3,90 |
|                         | Partido Socialista           | 3 800  | 30,15 / 100,00  | 2,20 |
|                         | Aliança Povo Unido           | 737    | 5,85 / 100,00   | 3,45 |
|                         | Partido da Democracia Cristã | 164    | 1,30 / 100,00   | 0,41 |
|                         | União Democrática Popular    | 145    | 1,15 / 100,00   | 0,26 |
|                         | Outros                       | 252    | 1,99 / 100,00   |      |
| Votos Inválidos         | Votos Inválidos              | 383    | 3,04 / 100,00   | 1,90 |
| Total                   | Total                        | 12 603 | 100,00 / 100,00 |      |
| Eleitorado/Participação | Eleitorado/Participação      | 15 024 | 83,89 / 100,00  | 5,98 |

### Moimenta da Beira
| Partido                 | Partido                           | Votos | %               | +/-  |
| ----------------------- | --------------------------------- | ----- | --------------- | ---- |
|                         | Aliança Democrática               | 4 715 | 64,56 / 100,00  | 1,97 |
|                         | Partido Socialista                | 1 380 | 18,90 / 100,00  | 4,00 |
|                         | Aliança Povo Unido                | 486   | 6,65 / 100,00   | 2,79 |
|                         | Partido da Democracia Cristã      | 103   | 1,41 / 100,00   | 0,20 |
|                         | União Democrática Popular         | 87    | 1,19 / 100,00   | 0,34 |
|                         | Partido Socialista Revolucionário | 85    | 1,16 / 100,00   | 0,98 |
|                         | Outros                            | 97    | 1,33 / 100,00   |      |
| Votos Inválidos         | Votos Inválidos                   | 350   | 4,80 / 100,00   | 1,60 |
| Total                   | Total                             | 7 303 | 100,00 / 100,00 |      |
| Eleitorado/Participação | Eleitorado/Participação           | 8 473 | 86,19 / 100,00  | 9,52 |

### Mortágua
| Partido                 | Partido                      | Votos | %               | +/-  |
| ----------------------- | ---------------------------- | ----- | --------------- | ---- |
|                         | Aliança Democrática          | 3 682 | 59,77 / 100,00  | 0,76 |
|                         | Partido Socialista           | 1 484 | 24,09 / 100,00  | 3,31 |
|                         | Aliança Povo Unido           | 453   | 7,35 / 100,00   | 3,81 |
|                         | União Democrática Popular    | 89    | 1,44 / 100,00   | 0,86 |
|                         | Partido da Democracia Cristã | 84    | 1,36 / 100,00   | 0,07 |
|                         | Outros                       | 136   | 2,20 / 100,00   |      |
| Votos Inválidos         | Votos Inválidos              | 232   | 3,76 / 100,00   | 0,89 |
| Total                   | Total                        | 6 160 | 100,00 / 100,00 |      |
| Eleitorado/Participação | Eleitorado/Participação      | 8 144 | 75,64 / 100,00  | 7,44 |

### Nelas
| Partido                 | Partido                      | Votos  | %               | +/-  |
| ----------------------- | ---------------------------- | ------ | --------------- | ---- |
|                         | Aliança Democrática          | 4 461  | 51,09 / 100,00  | 2,57 |
|                         | Partido Socialista           | 2 869  | 32,86 / 100,00  | 5,36 |
|                         | Aliança Povo Unido           | 640    | 7,33 / 100,00   | 4,36 |
|                         | União Democrática Popular    | 203    | 2,33 / 100,00   | 0,09 |
|                         | Partido da Democracia Cristã | 117    | 1,34 / 100,00   | 0,69 |
|                         | Outros                       | 150    | 1,72 / 100,00   |      |
| Votos Inválidos         | Votos Inválidos              | 291    | 3,33 / 100,00   | 1,92 |
| Total                   | Total                        | 8 731  | 100,00 / 100,00 |      |
| Eleitorado/Participação | Eleitorado/Participação      | 10 288 | 84,87 / 100,00  | 6,72 |

### Oliveira de Frades
| Partido                 | Partido                           | Votos | %               | +/-  |
| ----------------------- | --------------------------------- | ----- | --------------- | ---- |
|                         | Aliança Democrática               | 4 817 | 74,69 / 100,00  | 1,74 |
|                         | Partido Socialista                | 890   | 13,80 / 100,00  | 1,01 |
|                         | Aliança Povo Unido                | 248   | 3,85 / 100,00   | 2,08 |
|                         | Partido da Democracia Cristã      | 117   | 1,81 / 100,00   | 0,68 |
|                         | União Democrática Popular         | 68    | 1,05 / 100,00   | 0,41 |
|                         | Partido Socialista Revolucionário | 65    | 1,01 / 100,00   | 0,73 |
|                         | Outros                            | 69    | 1,07 / 100,00   |      |
| Votos Inválidos         | Votos Inválidos                   | 175   | 2,72 / 100,00   | 0,86 |
| Total                   | Total                             | 6 449 | 100,00 / 100,00 |      |
| Eleitorado/Participação | Eleitorado/Participação           | 7 358 | 87,65 / 100,00  | 6,39 |

### Penalva do Castelo
| Partido                 | Partido                           | Votos | %               | +/-   |
| ----------------------- | --------------------------------- | ----- | --------------- | ----- |
|                         | Aliança Democrática               | 4 530 | 72,48 / 100,00  | 8,04  |
|                         | Partido Socialista                | 1 093 | 17,49 / 100,00  | 5,32  |
|                         | Aliança Povo Unido                | 191   | 3,06 / 100,00   | 2,00  |
|                         | Partido da Democracia Cristã      | 69    | 1,10 / 100,00   | 0,04  |
|                         | Partido Socialista Revolucionário | 64    | 1,02 / 100,00   | 0,82  |
|                         | Outros                            | 118   | 1,89 / 100,00   |       |
| Votos Inválidos         | Votos Inválidos                   | 185   | 2,96 / 100,00   | 4,70  |
| Total                   | Total                             | 6 250 | 100,00 / 100,00 |       |
| Eleitorado/Participação | Eleitorado/Participação           | 7 152 | 87,39 / 100,00  | 10,03 |

### Penedono
| Partido                 | Partido                      | Votos | %               | +/-  |
| ----------------------- | ---------------------------- | ----- | --------------- | ---- |
|                         | Aliança Democrática          | 1 375 | 56,21 / 100,00  | 0,85 |
|                         | Partido Socialista           | 618   | 25,27 / 100,00  | 2,26 |
|                         | Aliança Povo Unido           | 166   | 6,79 / 100,00   | 3,38 |
|                         | Partido da Democracia Cristã | 48    | 1,96 / 100,00   | 1,01 |
|                         | PCTP/MRPP                    | 26    | 1,06 / 100,00   | 0,41 |
|                         | União Democrática Popular    | 25    | 1,02 / 100,00   | 0,17 |
|                         | Outros                       | 40    | 1,63 / 100,00   |      |
| Votos Inválidos         | Votos Inválidos              | 148   | 6,05 / 100,00   | 5,17 |
| Total                   | Total                        | 2 446 | 100,00 / 100,00 |      |
| Eleitorado/Participação | Eleitorado/Participação      | 2 950 | 82,92 / 100,00  | 8,05 |

### Resende
| Partido                 | Partido                           | Votos | %               | +/-  |
| ----------------------- | --------------------------------- | ----- | --------------- | ---- |
|                         | Aliança Democrática               | 4 992 | 59,91 / 100,00  | 5,12 |
|                         | Partido Socialista                | 2 176 | 26,12 / 100,00  | 2,22 |
|                         | Aliança Povo Unido                | 270   | 3,24 / 100,00   | 1,73 |
|                         | Partido Socialista Revolucionário | 126   | 1,51 / 100,00   | 1,11 |
|                         | União Democrática Popular         | 117   | 1,40 / 100,00   | 0,82 |
|                         | Partido da Democracia Cristã      | 106   | 1,27 / 100,00   | 0,02 |
|                         | Outros                            | 122   | 1,47 / 100,00   |      |
| Votos Inválidos         | Votos Inválidos                   | 423   | 5,08 / 100,00   | 5,39 |
| Total                   | Total                             | 8 332 | 100,00 / 100,00 |      |
| Eleitorado/Participação | Eleitorado/Participação           | 9 940 | 83,82 / 100,00  | 7,44 |

### Santa Comba Dão
| Partido                 | Partido                           | Votos | %               | +/-  |
| ----------------------- | --------------------------------- | ----- | --------------- | ---- |
|                         | Aliança Democrática               | 5 317 | 63,58 / 100,00  | 1,75 |
|                         | Partido Socialista                | 1 983 | 23,71 / 100,00  | 0,81 |
|                         | Aliança Povo Unido                | 287   | 3,43 / 100,00   | 2,15 |
|                         | União Democrática Popular         | 126   | 1,51 / 100,00   | 0,57 |
|                         | Partido da Democracia Cristã      | 126   | 1,51 / 100,00   | 0,46 |
|                         | Partido Socialista Revolucionário | 103   | 1,23 / 100,00   | 1,01 |
|                         | Outros                            | 129   | 1,54 / 100,00   |      |
| Votos Inválidos         | Votos Inválidos                   | 292   | 3,49 / 100,00   | 2,62 |
| Total                   | Total                             | 8 363 | 100,00 / 100,00 |      |
| Eleitorado/Participação | Eleitorado/Participação           | 9 473 | 88,28 / 100,00  | 8,18 |

### São João da Pesqueira
| Partido                 | Partido                           | Votos | %               | +/-  |
| ----------------------- | --------------------------------- | ----- | --------------- | ---- |
|                         | Aliança Democrática               | 3 708 | 63,38 / 100,00  | 5,51 |
|                         | Partido Socialista                | 1 061 | 18,14 / 100,00  | 9,41 |
|                         | Aliança Povo Unido                | 443   | 7,57 / 100,00   | 3,98 |
|                         | União Democrática Popular         | 136   | 2,32 / 100,00   | 1,15 |
|                         | Partido da Democracia Cristã      | 90    | 1,54 / 100,00   | 0,50 |
|                         | Partido Socialista Revolucionário | 77    | 1,32 / 100,00   | 0,96 |
|                         | PCTP/MRPP                         | 59    | 1,01 / 100,00   | 0,75 |
|                         | Outros                            | 48    | 0,83 / 100,00   |      |
| Votos Inválidos         | Votos Inválidos                   | 228   | 3,89 / 100,00   | 2,42 |
| Total                   | Total                             | 5 850 | 100,00 / 100,00 |      |
| Eleitorado/Participação | Eleitorado/Participação           | 6 859 | 85,29 / 100,00  | 7,63 |

### São Pedro do Sul
| Partido                 | Partido                           | Votos  | %               | +/-  |
| ----------------------- | --------------------------------- | ------ | --------------- | ---- |
|                         | Aliança Democrática               | 7 507  | 59,83 / 100,00  | 1,82 |
|                         | Partido Socialista                | 2 720  | 21,68 / 100,00  | 6,34 |
|                         | Aliança Povo Unido                | 1 102  | 8,78 / 100,00   | 5,54 |
|                         | Partido da Democracia Cristã      | 215    | 1,71 / 100,00   | 0,58 |
|                         | União Democrática Popular         | 148    | 1,18 / 100,00   | 0,42 |
|                         | Partido Socialista Revolucionário | 133    | 1,06 / 100,00   | 0,79 |
|                         | Outros                            | 173    | 1,38 / 100,00   |      |
| Votos Inválidos         | Votos Inválidos                   | 550    | 4,38 / 100,00   | 2,06 |
| Total                   | Total                             | 12 548 | 100,00 / 100,00 |      |
| Eleitorado/Participação | Eleitorado/Participação           | 15 015 | 83,57 / 100,00  | 6,71 |

### Sátão
| Partido                 | Partido                           | Votos | %               | +/-   |
| ----------------------- | --------------------------------- | ----- | --------------- | ----- |
|                         | Aliança Democrática               | 5 956 | 77,08 / 100,00  | 0,14  |
|                         | Partido Socialista                | 1 041 | 13,47 / 100,00  | 0,51  |
|                         | Aliança Povo Unido                | 151   | 1,95 / 100,00   | 0,96  |
|                         | Partido da Democracia Cristã      | 112   | 1,45 / 100,00   | 0,40  |
|                         | União Democrática Popular         | 92    | 1,19 / 100,00   | 0,75  |
|                         | Partido Socialista Revolucionário | 77    | 1,00 / 100,00   | 0,90  |
|                         | Outros                            | 77    | 1,00 / 100,00   |       |
| Votos Inválidos         | Votos Inválidos                   | 221   | 2,86 / 100,00   | 2,77  |
| Total                   | Total                             | 7 727 | 100,00 / 100,00 |       |
| Eleitorado/Participação | Eleitorado/Participação           | 8 739 | 88,42 / 100,00  | 11,09 |

### Sernancelhe
| Partido                 | Partido                           | Votos | %               | +/-  |
| ----------------------- | --------------------------------- | ----- | --------------- | ---- |
|                         | Aliança Democrática               | 3 057 | 70,78 / 100,00  | 2,15 |
|                         | Partido Socialista                | 730   | 16,90 / 100,00  | 2,45 |
|                         | Aliança Povo Unido                | 107   | 2,48 / 100,00   | 1,39 |
|                         | Partido da Democracia Cristã      | 77    | 1,78 / 100,00   | 0,59 |
|                         | União Democrática Popular         | 54    | 1,25 / 100,00   | 0,14 |
|                         | Partido Socialista Revolucionário | 43    | 1,00 / 100,00   | 0,81 |
|                         | Outros                            | 60    | 1,39 / 100,00   |      |
| Votos Inválidos         | Votos Inválidos                   | 191   | 4,42 / 100,00   | 2,27 |
| Total                   | Total                             | 4 319 | 100,00 / 100,00 |      |
| Eleitorado/Participação | Eleitorado/Participação           | 4 960 | 87,08 / 100,00  | 7,69 |

### Tabuaço
| Partido                 | Partido                           | Votos | %               | +/-  |
| ----------------------- | --------------------------------- | ----- | --------------- | ---- |
|                         | Aliança Democrática               | 3 495 | 69,76 / 100,00  | 2,60 |
|                         | Partido Socialista                | 915   | 18,26 / 100,00  | 2,23 |
|                         | Aliança Povo Unido                | 149   | 2,97 / 100,00   | 1,68 |
|                         | União Democrática Popular         | 86    | 1,72 / 100,00   | 1,13 |
|                         | Partido da Democracia Cristã      | 79    | 1,58 / 100,00   | 0,08 |
|                         | Partido Socialista Revolucionário | 71    | 1,42 / 100,00   | 1,19 |
|                         | Outros                            | 63    | 1,26 / 100,00   |      |
| Votos Inválidos         | Votos Inválidos                   | 152   | 3,04 / 100,00   | 3,33 |
| Total                   | Total                             | 5 010 | 100,00 / 100,00 |      |
| Eleitorado/Participação | Eleitorado/Participação           | 5 757 | 87,02 / 100,00  | 2,17 |

### Tarouca
| Partido                 | Partido                           | Votos | %               | +/-   |
| ----------------------- | --------------------------------- | ----- | --------------- | ----- |
|                         | Aliança Democrática               | 3 113 | 65,37 / 100,00  | 1,69  |
|                         | Aliança Povo Unido                | 650   | 13,65 / 100,00  | 9,98  |
|                         | Partido Socialista                | 404   | 8,48 / 100,00   | 9,52  |
|                         | Partido da Democracia Cristã      | 90    | 1,89 / 100,00   | 0,20  |
|                         | União Democrática Popular         | 71    | 1,49 / 100,00   | 0,36  |
|                         | Partido Socialista Revolucionário | 68    | 1,43 / 100,00   | 1,11  |
|                         | Outros                            | 80    | 1,68 / 100,00   |       |
| Votos Inválidos         | Votos Inválidos                   | 286   | 6,00 / 100,00   | 0,61  |
| Total                   | Total                             | 4 762 | 100,00 / 100,00 |       |
| Eleitorado/Participação | Eleitorado/Participação           | 5 769 | 82,54 / 100,00  | 15,83 |

### Tondela
| Partido                 | Partido                      | Votos  | %               | +/-  |
| ----------------------- | ---------------------------- | ------ | --------------- | ---- |
|                         | Aliança Democrática          | 15 381 | 70,08 / 100,00  | 2,12 |
|                         | Partido Socialista           | 4 139  | 18,86 / 100,00  | 1,53 |
|                         | Aliança Povo Unido           | 915    | 4,17 / 100,00   | 2,48 |
|                         | Partido da Democracia Cristã | 324    | 1,48 / 100,00   | 0,56 |
|                         | União Democrática Popular    | 240    | 1,09 / 100,00   | 0,44 |
|                         | Outros                       | 349    | 1,60 / 100,00   |      |
| Votos Inválidos         | Votos Inválidos              | 599    | 2,73 / 100,00   | 3,65 |
| Total                   | Total                        | 21 947 | 100,00 / 100,00 |      |
| Eleitorado/Participação | Eleitorado/Participação      | 25 289 | 86,78 / 100,00  | 5,81 |

### Vila Nova de Paiva
| Partido                 | Partido                           | Votos | %               | +/-  |
| ----------------------- | --------------------------------- | ----- | --------------- | ---- |
|                         | Aliança Democrática               | 2 520 | 69,65 / 100,00  | 2,85 |
|                         | Partido Socialista                | 501   | 13,85 / 100,00  | 1,37 |
|                         | Partido da Democracia Cristã      | 89    | 2,46 / 100,00   | 1,07 |
|                         | Aliança Povo Unido                | 88    | 2,43 / 100,00   | 1,22 |
|                         | União Democrática Popular         | 78    | 2,16 / 100,00   | 1,20 |
|                         | Partido Socialista Revolucionário | 72    | 1,99 / 100,00   | 1,80 |
|                         | PCTP/MRPP                         | 42    | 1,16 / 100,00   | 0,88 |
|                         | Outros                            | 26    | 0,72 / 100,00   |      |
| Votos Inválidos         | Votos Inválidos                   | 202   | 5,59 / 100,00   | 3,02 |
| Total                   | Total                             | 3 618 | 100,00 / 100,00 |      |
| Eleitorado/Participação | Eleitorado/Participação           | 4 339 | 83,38 / 100,00  | 6,60 |

### Viseu
| Partido                 | Partido                      | Votos  | %               | +/-  |
| ----------------------- | ---------------------------- | ------ | --------------- | ---- |
|                         | Aliança Democrática          | 32 236 | 66,97 / 100,00  | 1,39 |
|                         | Partido Socialista           | 9 839  | 20,44 / 100,00  | 0,57 |
|                         | Aliança Povo Unido           | 2 571  | 5,34 / 100,00   | 3,14 |
|                         | Partido da Democracia Cristã | 862    | 1,79 / 100,00   | 1,03 |
|                         | União Democrática Popular    | 601    | 1,25 / 100,00   | 0,13 |
|                         | Outros                       | 864    | 1,80 / 100,00   |      |
| Votos Inválidos         | Votos Inválidos              | 1 165  | 2,42 / 100,00   | 1,98 |
| Total                   | Total                        | 48 138 | 100,00 / 100,00 |      |
| Eleitorado/Participação | Eleitorado/Participação      | 54 681 | 88,03 / 100,00  | 5,80 |

### Vouzela
| Partido                 | Partido                           | Votos | %               | +/-  |
| ----------------------- | --------------------------------- | ----- | --------------- | ---- |
|                         | Aliança Democrática               | 5 712 | 70,34 / 100,00  | 0,35 |
|                         | Partido Socialista                | 1 354 | 16,67 / 100,00  | 1,35 |
|                         | Aliança Povo Unido                | 443   | 5,46 / 100,00   | 3,54 |
|                         | Partido da Democracia Cristã      | 136   | 1,67 / 100,00   | 0,44 |
|                         | Partido Socialista Revolucionário | 92    | 1,13 / 100,00   | 0,61 |
|                         | União Democrática Popular         | 85    | 1,05 / 100,00   | 0,47 |
|                         | Outros                            | 75    | 0,92 / 100,00   |      |
| Votos Inválidos         | Votos Inválidos                   | 223   | 2,75 / 100,00   | 2,52 |
| Total                   | Total                             | 8 120 | 100,00 / 100,00 |      |
| Eleitorado/Participação | Eleitorado/Participação           | 9 531 | 85,20 / 100,00  | 9,49 |